# Pulp Fiction (саундтрек)
Music from the Motion Picture Pulp Fiction — саундтрек з фільму Квентіна Тарантіно «Кримінальне чтиво», випущений 27 вересня 1994 року на лейблі MCA.

## Опис
Основну частину саундтреку Pulp Fiction становлять композиції в жанрі серф-року, доповнені кількома старенькими сексуальними піснями» («let's Stay Together» «Son of a Preacher Man» «You Never Can Tell»), діалогами з фільму і «спокусливим кавером» пісні Ніла Даймонда «Girl, you'll Be a Woman Soon».
На думку оглядача AllMusic, саундтрек успішно відтворює атмосферу фільму. Журнал Rolling Stone поставив альбом на сьоме місце в списку найкращих саундтреків усіх часів, а журнал NME у своєму аналогічному списку — на тридцять другу сходинку.
На думку критиків, саундтрек більше вплинув на музику 1990-х років, ніж відобразив її. Зокрема, молоде покоління познайомилося з Дасті Спрінгфілд, Елом Гріном і піснями Ніла Даймонда, а п'ять серф-рок-композицій з альбому відродили інтерес до цього жанру.
У листопаді 1994 року саундтрек потрапив в чарт Billboard 200, до травня 2014 року було продано більше трьох з половиною мільйонів дисків з альбомом.

## Список композицій
| #   | Назва                                                | Автор                                                                   | Виконавець                                        | Тривалість |
| --- | ---------------------------------------------------- | ----------------------------------------------------------------------- | ------------------------------------------------- | ---------- |
| 1.  | «Pumpkin and Honey Bunny/Misirlou»                   | Квентін Тарантіно/Фред Вайз, Мілтон Лідс, С.К. Расселл, Ніколас Рубаніс | Тім Рот, Аманда Пламмер/Dick Dale & His Del-Tones | 2:27       |
| 2.  | «Royale with Cheese»                                 | Тарантіно                                                               | Семюел Джексон, Джон Траволта                     | 1:42       |
| 3.  | «Jungle Boogie»                                      | Рональд Белл, Kool & the Gang                                           | Kool & the Gang                                   | 3:05       |
| 4.  | «Let's Stay Together»                                | Ел Грін, Ел Джексон, Віллі Мітчелл                                      | Ел Грін                                           | 3:15       |
| 5.  | «Bustin' Surfboards»                                 | Норман Сендерс, Леонард Делейні                                         | The Tornadoes                                     | 2:26       |
| 6.  | «Lonesome Town»                                      | Бейкер Найт                                                             | Рікі Нельсон                                      | 2:13       |
| 7.  | «Son of a Preacher Man»                              | Джон Герлі, Ронні Вілкінс                                               | Дасті Спрінгфілд                                  | 2:25       |
| 8.  | «Zed's Dead, Baby/Bullwinkle Part II»                | Тарантіно/Денніс Роуз, Ернест Ферроу                                    | Марія де Медейруш, Брюс Вілліс/The Centurions     | 2:39       |
| 9.  | «Jack Rabbit Slims Twist Contest/You Never Can Tell» | Тарантіно/Чак Беррі                                                     | Джером Патрик Гобан, Ума Турман/Чак Беррі         | 3:12       |
| 10. | «Girl, You'll Be a Woman Soon»                       | Ніл Даймонд                                                             | Urge Overkill                                     | 3:09       |
| 11. | «If Love Is a Red Dress (Hang Me in Rags)»           | Марія МакКі                                                             | Марія МакКі                                       | 4:55       |
| 12. | «Bring Out the Gimp/Comanche»                        | Тарантіно/Роберт Гафнер (соло на саксофоні Джеймса Гордона)             | Пітер Грін, Дуейн Вітакер/The Revels              | 2:10       |
| 13. | «Flowers on the Wall»                                | Лью Девітт                                                              | The Statler Brothers                              | 2:23       |
| 14. | «Personality Goes a Long Way»                        | Тарантіно                                                               | Семюел Джексон, Джон Траволта                     | 1:00       |
| 15. | «Surf Rider»                                         | Боб Богл, Нокі Едвардс, Дон Вілсон                                      | The Lively Ones                                   | 3:18       |
| 16. | «Ezekiel 25:17»                                      | Тарантіно                                                               | Семюел Джексон                                    | 0:51       |

"